# ATP Stuttgart Open
ATP Stuttgart (sponsorizat din 2022 de Hugo Boss și numit BOSS Open) este un turneu profesionist de tenis din seria ATP 250 din cadrul ATP Tour.

## Rezultate

### Simplu
| An                                 | Campion                                | Finalist                               | Scor                                   |
| ---------------------------------- | -------------------------------------- | -------------------------------------- | -------------------------------------- |
| Informații indisponibile 1916–1948 |                                        |                                        |                                        |
| 1949                               | Werner Breuthner                       | Otto Fürst                             | 6–3, 6–3, 4–6, 6–2                     |
| 1950                               | Helmut Gulcz                           | Jan Dostal                             | 2–6, 6–3, 6–3, 6–1                     |
| 1951                               | Otto Fürst                             | Peter De Vos                           | 6–3, 6–3                               |
| 1952                               | Milan Branovic                         | Jacques Thomas                         | 4–6, 10–8, 7–5, ret.                   |
| 1953                               | Torben Ulrich                          | Bengt Axelsson                         | 2–6, 6–3, 6–2, 6–0                     |
| 1954                               | Gottfried von Cramm                    | Robert Bédard                          | 6–4, 6–8, 6–2                          |
| 1955                               | Hugh Stewart                           | Tony Vincent                           | 6–2, 8–6, 6–4                          |
| 1956                               | Jack Arkinstall                        | Tony Vincent                           | 6–2, 8–6, 6–4                          |
| 1957                               | Ladislav Legenstein                    | Milan Branovic                         |                                        |
| 1958                               | Ulf Schmidt                            | Jacques Brichant                       | 6–4, 6–4, 7–9, 6–1                     |
| 1959                               | Warren Woodcock                        | Torben Ulrich                          | 6–3, 6–2, 6–3                          |
| 1960                               | Ulf Schmidt (2)                        | Warren Woodcock                        | 6–2, 2–6, 6–4, 1–6, 6–3                |
| 1961                               | Warren Woodcock (2)                    | Barry Phillips-Moore                   | 2–6, 5–7, 6–4, 6–2, 7–5                |
| 1962                               | Ulf Schmidt (3)                        | Jan-Erik Lundqvist                     | 6–4, 7–5                               |
| 1963                               | Gordon Forbes                          | Warren Woodcock                        | 6–1, 8–6, 6–3                          |
| 1964                               | Cliff Drysdale                         | Keith Diepraam                         | 6–1, 6–3                               |
| 1965                               | Cliff Drysdale (2)                     | Wilhelm Bungert                        | 6–0, 6–1, 6–1                          |
| 1966                               | Frew McMillan                          | Keith Diepraam                         | 6–4, 7–5                               |
| 1967                               | Roy Emerson                            | Ion Țiriac                             | 1–6, 6–3, 6–4, 6–2                     |
| 1968                               | Ramanathan Krishnan                    | Detlev Nitsche                         | 6–2, 6–8, 6–4, retired                 |
| ↓ Open Era ↓                       |                                        |                                        |                                        |
| 1969                               | Christian Kuhnke                       | Wilhelm Bungert                        | 2–6, 6–2, 6–0, 6–2                     |
| 1970                               | Nu s-a ținut                           | Nu s-a ținut                           | Nu s-a ținut                           |
| 1971                               | Barry Phillips-Moore                   | István Gulyás                          | 6–4, 6–3, 6–4                          |
| 1972                               | Attila Korpás                          | Zlatko Ivančić                         | 6–8, 6–2, 6–3, 6–4                     |
| 1973                               | Harald Elschenbroich                   | Hans-Jürgen Pohmann                    | 2–6, 6–0, 6–2, 6–4                     |
| 1974                               | Hans-Joachim Plötz                     | Jacques Thamin                         | 6–1, 2–6, 6–4, 6–4                     |
| 1975                               |                                        | Jürgen Fassbender Richard Crealy       | Finală întreruptă                      |
| 1976                               | Attila Korpás (2)                      | Zlatko Ivančić                         |                                        |
| 1977                               | Jürgen Fassbender                      | Attila Korpás                          |                                        |
| 1978                               | Ulrich Pinner                          | Kim Warwick                            | 6–4, 6–2, 7–6                          |
| 1979                               | Tomáš Šmíd                             | Ulrich Pinner                          | 6–4, 6–0, 6–2                          |
| 1980                               | Vitas Gerulaitis                       | Wojtek Fibak                           | 6–2, 7–5, 6–2                          |
| 1981                               | Björn Borg                             | Ivan Lendl                             | 1–6, 7–6, 6–2, 6–4                     |
| 1982                               | Ramesh Krishnan                        | Sandy Mayer                            | 5–7, 6–3, 6–3, 7–6                     |
| 1983                               | José Higueras                          | Heinz Günthardt                        | 6–1, 6–1, 7–6                          |
| 1984                               | Henri Leconte                          | Gene Mayer                             | 7–6, 6–0, 1–6, 6–1                     |
| 1985                               | Ivan Lendl                             | Brad Gilbert                           | 6–4, 6–0                               |
| 1986                               | Martín Jaite                           | Jonas Svensson                         | 7–5, 6–2                               |
| 1987                               | Miloslav Mečíř                         | Jan Gunnarsson                         | 6–0, 6–2                               |
| 1988                               | Andre Agassi                           | Andrés Gómez                           | 6–4, 6–2                               |
| 1989                               | Martín Jaite                           | Goran Prpić                            | 6–3, 6–2                               |
| 1990                               | Goran Ivanišević                       | Guillermo Pérez Roldán                 | 6–7, 6–1, 6–4, 7–6                     |
| 1991                               | Michael Stich                          | Alberto Mancini                        | 1–6, 7–6(11–9), 6–4, 6–2               |
| 1992                               | Andrei Medvedev                        | Wayne Ferreira                         | 6–1, 6–4, 6–7(5–7), 2–6, 6–1           |
| 1993                               | Magnus Gustafsson                      | Michael Stich                          | 6–3, 6–4, 3–6, 4–6, 6–4                |
| 1994                               | Alberto Berasategui                    | Andrea Gaudenzi                        | 7–5, 6–3, 7–6(7–5)                     |
| 1995                               | Thomas Muster                          | Jan Apell                              | 6–2, 6–2                               |
| 1996                               | Thomas Muster (2)                      | Yevgeny Kafelnikov                     | 6–2, 6–2, 6–4                          |
| 1997                               | Álex Corretja                          | Karol Kučera                           | 6–2, 7–5                               |
| 1998                               | Gustavo Kuerten                        | Karol Kučera                           | 4–6, 6–2, 6–4                          |
| 1999                               | Magnus Norman                          | Tommy Haas                             | 6–7(6–8), 4–6, 7–6(9–7), 6–0, 6–3      |
| 2000                               | Franco Squillari                       | Gastón Gaudio                          | 6–2, 3–6, 4–6, 6–4, 6–2                |
| 2001                               | Gustavo Kuerten (2)                    | Guillermo Cañas                        | 6–3, 6–2, 6–4                          |
| 2002                               | Mikhail Youzhny                        | Guillermo Cañas                        | 6–3, 3–6, 3–6, 6–4, 6–4                |
| 2003                               | Guillermo Coria                        | Tommy Robredo                          | 6–2, 6–2, 6–1                          |
| 2004                               | Guillermo Cañas                        | Gastón Gaudio                          | 5–7, 6–2, 6–0, 1–6, 6–3                |
| 2005                               | Rafael Nadal                           | Gastón Gaudio                          | 6–3, 6–3, 6–4                          |
| 2006                               | David Ferrer                           | José Acasuso                           | 6–4, 3–6, 6–7(3–7), 7–5, 6–4           |
| 2007                               | Rafael Nadal (2)                       | Stanislas Wawrinka                     | 6–4, 7–5                               |
| 2008                               | Juan Martín del Potro                  | Richard Gasquet                        | 6–4, 7–5                               |
| 2009                               | Jérémy Chardy                          | Victor Hănescu                         | 1–6, 6–3, 6–4                          |
| 2010                               | Albert Montañés                        | Gaël Monfils                           | 6–2, 1–2, RET.                         |
| 2011                               | Juan Carlos Ferrero                    | Pablo Andújar                          | 6–4, 6–0                               |
| 2012                               | Janko Tipsarević                       | Juan Mónaco                            | 6–4, 5–7, 6–3                          |
| 2013                               | Fabio Fognini                          | Philipp Kohlschreiber                  | 5–7, 6–4, 6–4                          |
| 2014                               | Roberto Bautista Agut                  | Lukáš Rosol                            | 6–3, 4–6, 6–2                          |
| 2015                               | Rafael Nadal (3)                       | Viktor Troicki                         | 7–6(7–3), 6–3                          |
| 2016                               | Dominic Thiem                          | Philipp Kohlschreiber                  | 6–7(2–7), 6–4, 6–4                     |
| 2017                               | Lucas Pouille                          | Feliciano López                        | 4–6, 7–6(7–5), 6–4                     |
| 2018                               | Roger Federer                          | Milos Raonic                           | 6–4, 7–6(7–3)                          |
| 2019                               | Matteo Berrettini                      | Félix Auger-Aliassime                  | 6–4, 7–6(13–11)                        |
| 2020                               | Anulat din cauza pandemiei de COVID-19 | Anulat din cauza pandemiei de COVID-19 | Anulat din cauza pandemiei de COVID-19 |
| 2021                               | Marin Čilić                            | Félix Auger-Aliassime                  | 7–6(7–2), 6–3                          |
| 2022                               | Matteo Berrettini                      | Andy Murray                            | 6–4, 5-7, 6-3                          |
| 2023                               | Frances Tiafoe                         | Jan-Lennard Struff                     | 4–6, 7–6(7–1), 7–6(10–8)               |
| 2024                               | Jack Draper                            | Matteo Berrettini                      | 3–6, 7–6(7–5), 6–4                     |
| 2025                               | Taylor Fritz                           | Alexander Zverev                       | 6–3, 7–6(7–0)                          |

### Dublu
| An   | Campioni                               | Finaliști                                | Scor                                   |
| ---- | -------------------------------------- | ---------------------------------------- | -------------------------------------- |
| 1978 | Jan Kodeš Tomáš Šmíd                   | Carlos Kirmayr Belus Prajoux             | 6–3, 7–6                               |
| 1979 | Colin Dowdeswell Frew McMillan         | Wojtek Fibak Pavel Složil                | 6–4, 6–2, 2–6, 6–4                     |
| 1980 | Colin Dowdeswell Frew McMillan         | Chris Lewis John Yuill                   | 6–3, 6–4                               |
| 1981 | Peter McNamara Paul McNamee            | Mark Edmondson Mike Estep                | 2–6, 6–4, 7–6                          |
| 1982 | Mark Edmondson Brian Teacher           | Andreas Maurer Wolfgang Popp             | 6–3, 6–1                               |
| 1983 | Anand Amritraj Mike Bauer              | Pavel Složil Tomáš Šmíd                  | 4–6, 6–3, 6–2                          |
| 1984 | Sandy Mayer Andreas Maurer             | Fritz Buehning Ferdi Taygan              | 7–6, 6–4                               |
| 1985 | Ivan Lendl Tomáš Šmíd                  | Andy Kohlberg João Soares                | 3–6, 6–4, 6–2                          |
| 1986 | Hans Gildemeister Andrés Gómez         | Mansour Bahrami Diego Pérez              | 6–4, 6–3                               |
| 1987 | Rick Leach Tim Pawsat                  | Mikael Pernfors Magnus Tideman           | 6–3, 6–4                               |
| 1988 | Sergio Casal Emilio Sánchez            | Anders Järryd Michael Mortensen          | 4–6, 6–3, 6–4                          |
| 1989 | Petr Korda Tomáš Šmíd                  | Florin Segărceanu Cyril Suk              | 6–3, 6–4                               |
| 1990 | Pieter Aldrich Danie Visser            | Per Henricsson Nicklas Utgren            | 6–3, 6–4                               |
| 1991 | Wally Masur Emilio Sánchez             | Omar Camporese Goran Ivanišević          | 4–6, 6–3, 6–4                          |
| 1992 | Glenn Layendecker Byron Talbot         | Marc Rosset Javier Sánchez               | 4–6, 6–3, 6–4                          |
| 1993 | Tom Nijssen Cyril Suk                  | Gary Muller Piet Norval                  | 7–6, 6–3                               |
| 1994 | Scott Melville Piet Norval             | Jacco Eltingh Paul Haarhuis              | 7–6, 7–5                               |
| 1995 | Tomás Carbonell Francisco Roig         | Ellis Ferreira Jan Siemerink             | 3–6, 6–3, 6–4                          |
| 1996 | Libor Pimek Byron Talbot               | Tomás Carbonell Francisco Roig           | 6–2, 5–7, 6–4                          |
| 1997 | Gustavo Kuerten Fernando Meligeni      | Donald Johnson Francisco Montana         | 6–4, 6–4                               |
| 1998 | Olivier Delaître Fabrice Santoro       | Joshua Eagle Jim Grabb                   | 6–1, 3–6, 6–3                          |
| 1999 | Jaime Oncins Daniel Orsanic            | Aleksandar Kitinov Jack Waite            | 6–2, 6–1                               |
| 2000 | Jiří Novák David Rikl                  | Lucas Arnold Ker Donald Johnson          | 5–7, 6–2, 6–3                          |
| 2001 | Guillermo Cañas Rainer Schüttler       | Michael Hill Jeff Tarango                | 4–6, 7–6, 6–4                          |
| 2002 | Joshua Eagle David Rikl                | David Adams Gastón Etlis                 | 6–3, 6–4                               |
| 2003 | Tomáš Cibulec Pavel Vízner             | Yevgeny Kafelnikov Kevin Ullyett         | 3–6, 6–3, 6–4                          |
| 2004 | Jiří Novák Radek Štěpánek              | Simon Aspelin Todd Perry                 | 6–2, 6–4                               |
| 2005 | José Acasuso Sebastián Prieto          | Mariano Hood Tommy Robredo               | 7–6, 6–3                               |
| 2006 | Gastón Gaudio Max Mirnyi               | Yves Allegro Robert Lindstedt            | 7–5, 6–7, [12–10]                      |
| 2007 | František Čermák Leoš Friedl           | Guillermo García-López Fernando Verdasco | 6–4, 6–4                               |
| 2008 | Christopher Kas Philipp Kohlschreiber  | Michael Berrer Mischa Zverev             | 6–3, 6–4                               |
| 2009 | František Čermák Michal Mertiňák       | Victor Hănescu Horia Tecău               | 7–5, 6–4                               |
| 2010 | Carlos Berlocq Eduardo Schwank         | Christopher Kas Philipp Petzschner       | 7–6(7–5), 7–6(8–6)                     |
| 2011 | Jürgen Melzer Philipp Petzschner       | Marcel Granollers Marc López             | 6–3, 6–4                               |
| 2012 | Jérémy Chardy Łukasz Kubot             | Michal Mertiňák André Sá                 | 6–1, 6–3                               |
| 2013 | Facundo Bagnis Thomaz Bellucci         | Tomasz Bednarek Mateusz Kowalczyk        | 2–6, 6–4, [11–9]                       |
| 2014 | Mateusz Kowalczyk Artem Sitak          | Guillermo García-López Philipp Oswald    | 2–6, 6–1, [10–7]                       |
| 2015 | Rohan Bopanna Florin Mergea            | Alexander Peya Bruno Soares              | 5–7, 6–2, [10–7]                       |
| 2016 | Marcus Daniell Artem Sitak             | Oliver Marach Fabrice Martin             | 6–7(4–7), 6–4, [10–8]                  |
| 2017 | Jamie Murray Bruno Soares              | Oliver Marach Mate Pavić                 | 6–7(4–7), 7–5, [10–5]                  |
| 2018 | Philipp Petzschner Tim Pütz            | Robert Lindstedt Marcin Matkowski        | 7–6(7–5), 6–3                          |
| 2019 | John Peers Bruno Soares (2)            | Rohan Bopanna Denis Shapovalov           | 7–5, 6–3                               |
| 2020 | Anulat din cauza pandemiei de COVID-19 | Anulat din cauza pandemiei de COVID-19   | Anulat din cauza pandemiei de COVID-19 |
| 2021 | Marcelo Demoliner Santiago González    | Ariel Behar Gonzalo Escobar              | 4–6, 6–3, [10–8]                       |
| 2022 | Hubert Hurkacz Mate Pavić              | Tim Pütz Michael Venus                   | 7–6(7–3), 7–6(7–5)                     |
| 2023 | Nikola Mektić Mate Pavić (2)           | Kevin Krawietz Tim Pütz                  | 7–6(7–2), 6–3                          |
| 2024 | Rafael Matos Marcelo Melo              | Julian Cash Robert Galloway              | 3–6, 6–3, [10–8]                       |
| 2025 | Santiago González Austin Krajicek      | Alex Michelsen Rajeev Ram                | 6–4, 6–4                               |